# Phengaris
Genre
Synonymes
Maculinea van Eecke, 1915
Phengaris est un genre paléarctique de lépidoptères de la famille des Lycaenidae et de la sous-famille des Polyommatinae. Il inclut actuellement les espèces précédemment placées dans le genre Maculinea. Ces papillons sont connus pour leur cycle de vie complexe, où la chenille doit effectuer une partie de son développement à l'intérieur d'une fourmilière. 

## Systématique
Le genre Phengaris a été décrit en 1891 par le naturaliste américain William Doherty, avec pour espèce type Lycaena atroguttata Oberthür, 1876. Il regroupait traditionnellement trois espèces d'Extrême-Orient (Phengaris atroguttata, P. albida et P. daitozana).
Le genre Maculinea a quant à lui été décrit en 1915 par l'entomologiste néerlandais Rudolf van Eecke, avec pour espèce type Papilio alcon [Denis & Schiffermüller], 1775. Il regroupait une demi-douzaine d'espèces eurasiatiques emblématiques, comme l'Azuré du serpolet (Maculinea arion).
Dans les années 2000, des travaux sur la phylogénie de ces deux genres étroitement apparentés ont conclu que leur réunion formait un clade, mais qu'ils n'étaient pas eux-mêmes monophylétiques, ce qui a conduit à mettre le nom Maculinea van Eecke, 1915 en synonymie avec Phengaris Doherty, 1891.
Toutes les espèces précédemment placées dans le genre Maculinea sont donc devenues des Phengaris. Cette nouvelle classification a été contestée par certains spécialistes.

## Liste des espèces et distributions géographiques
En suivant ici les deux groupes traditionnels, :

### Phengariss.str.
- Phengaris albida Leech, 1893 — dans l'Ouest de la Chine.
- Phengaris atroguttata (Oberthür, 1876) — dans le Nord-Ouest de l'Inde, l'Ouest de la Chine et à Taïwan.
- Phengaris daitozana Wileman, 1908 — à Taïwan.
- Phengaris xiushani Wang & Settele, 2010 — dans le Yunnan.

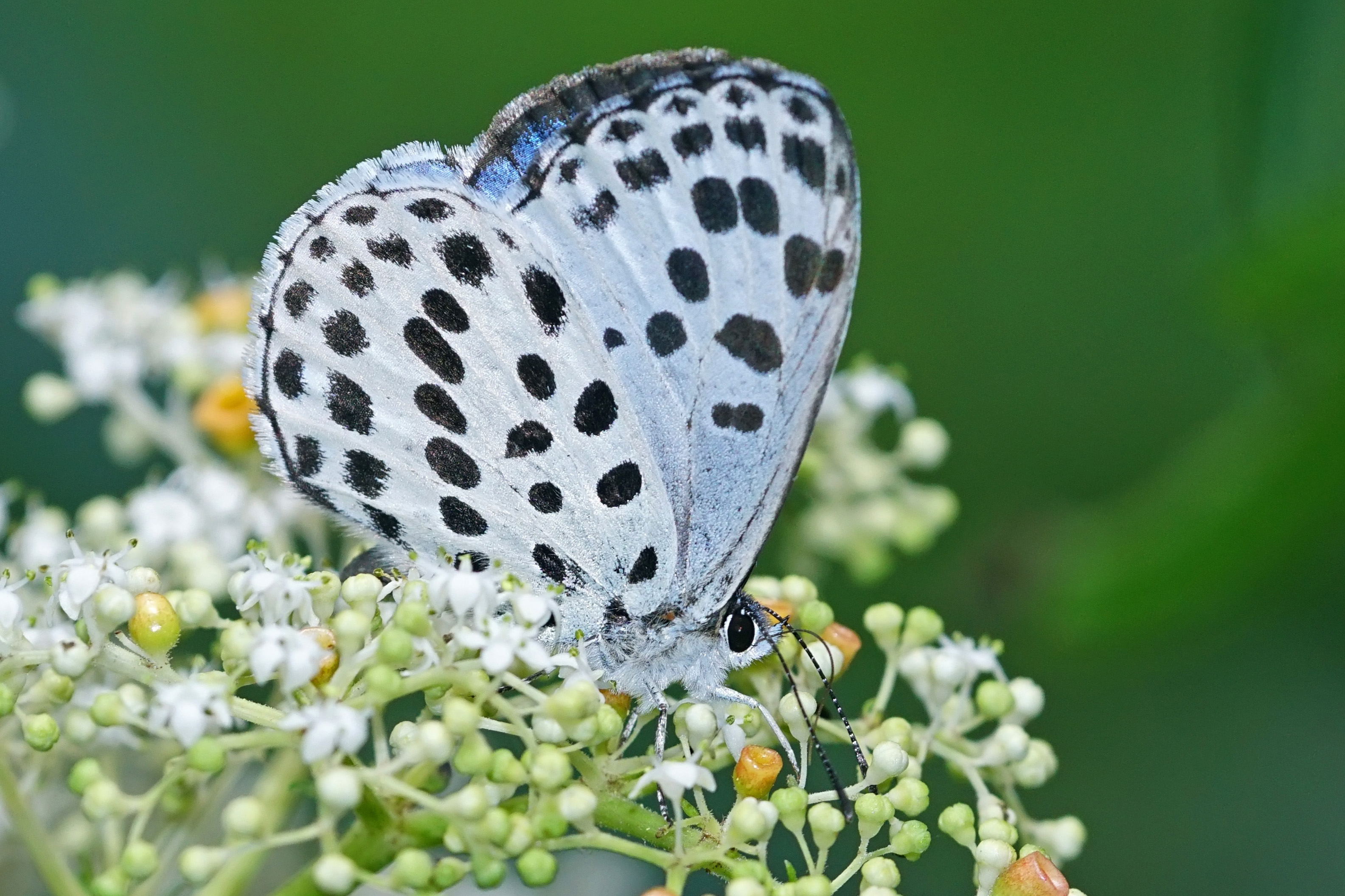
Phengaris atroguttata
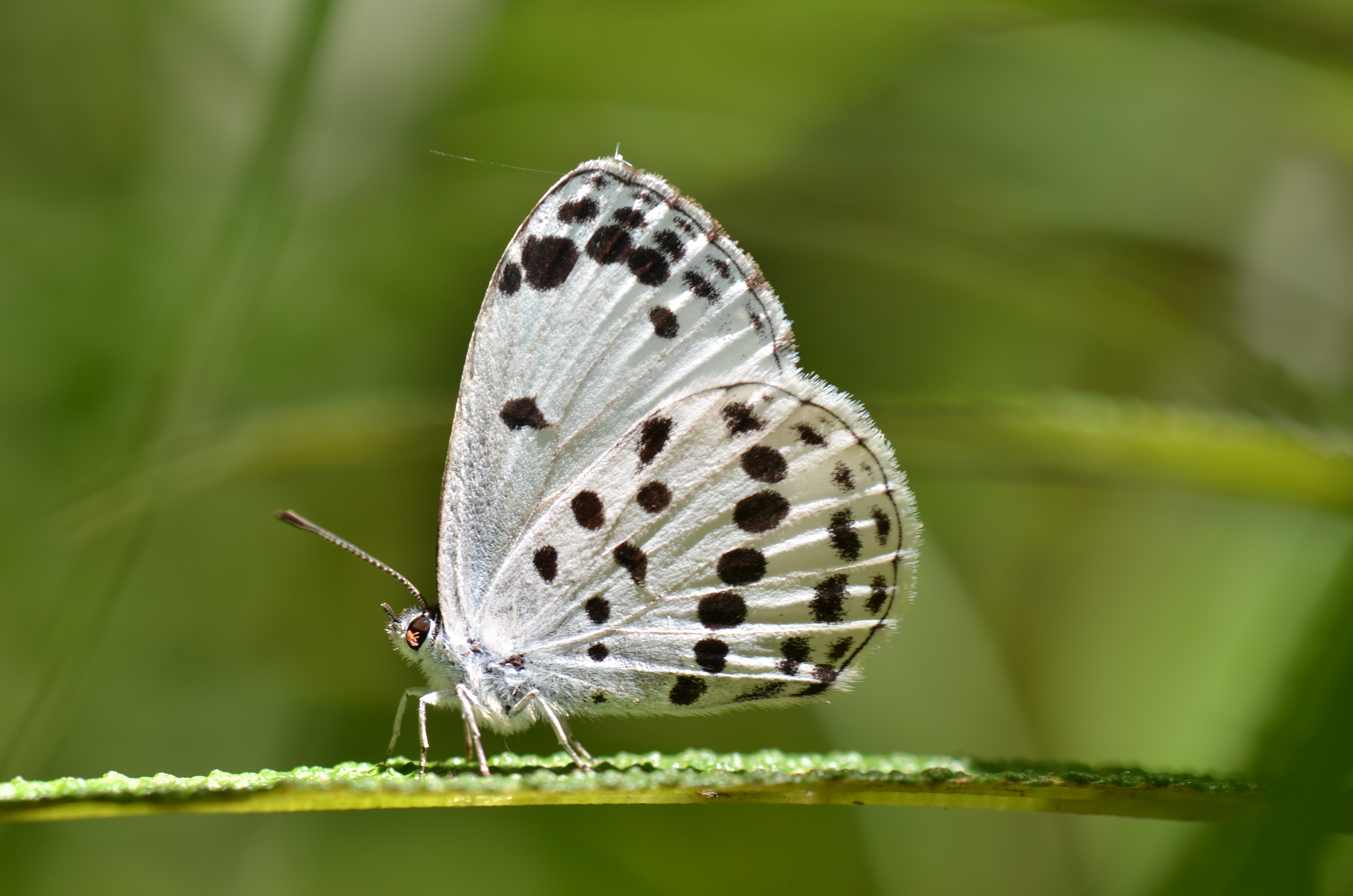
Phengaris daitozana
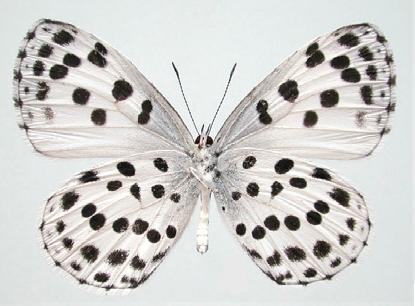
Phengaris albida
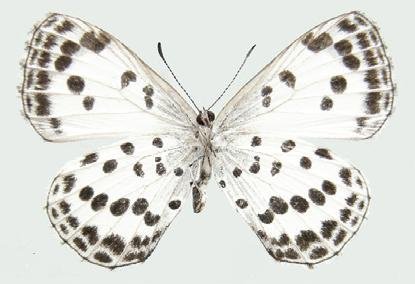
Phengaris xiushani

### AnciensMaculinea
- Phengaris arion (Linnaeus, 1758) — l'Azuré du serpolet — répandu à travers l'Eurasie tempérée.
- Phengaris cyanecula (Eversmann, 1848) — en Asie centrale.
- Phengaris arionides (Staudinger, 1887) — en Extrême-Orient.
- Phengaris alcon ([Denis & Schiffermüller], 1775) — l'Azuré des mouillères — répandu à travers l'Eurasie tempérée.
- Phengaris rebeli (Hirschke, 1904) — l'Azuré de la croisette — répandu à travers l'Eurasie tempérée — considéré par certains auteurs comme un simple écotype de Phengaris alcon.
- Phengaris teleius (Bergsträsser, 1779) — l'Azuré de la sanguisorbe — répandu à travers l'Eurasie tempérée.
- Phengaris nausithous (Bergsträsser, 1779) — l'Azuré des paluds — en Europe et dans l'Ouest de l'Asie.
- Phengaris kurentzovi Sibatani, Saigusa & Hirowatari, 1994 — en Extrême-Orient.

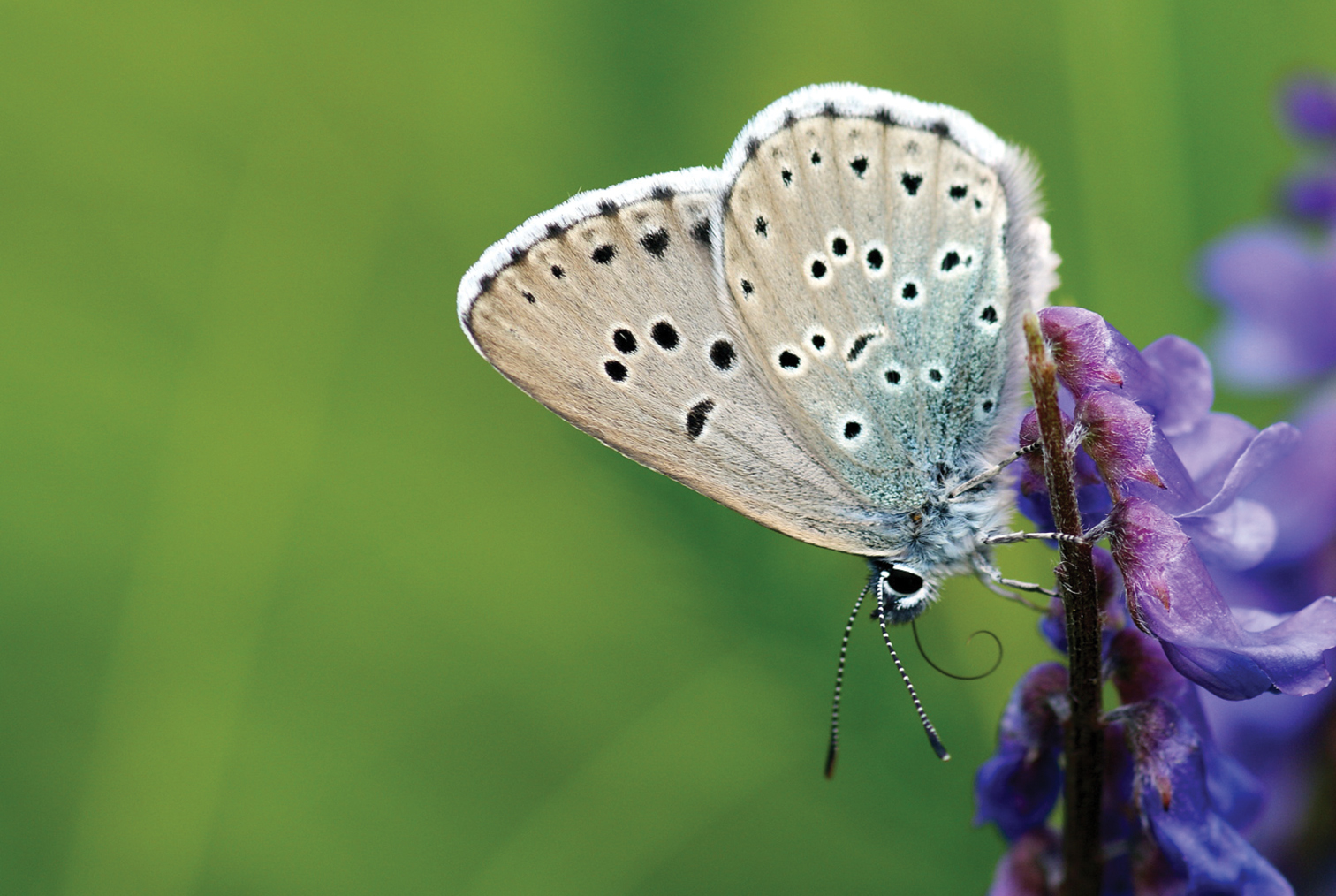
Phengaris arion
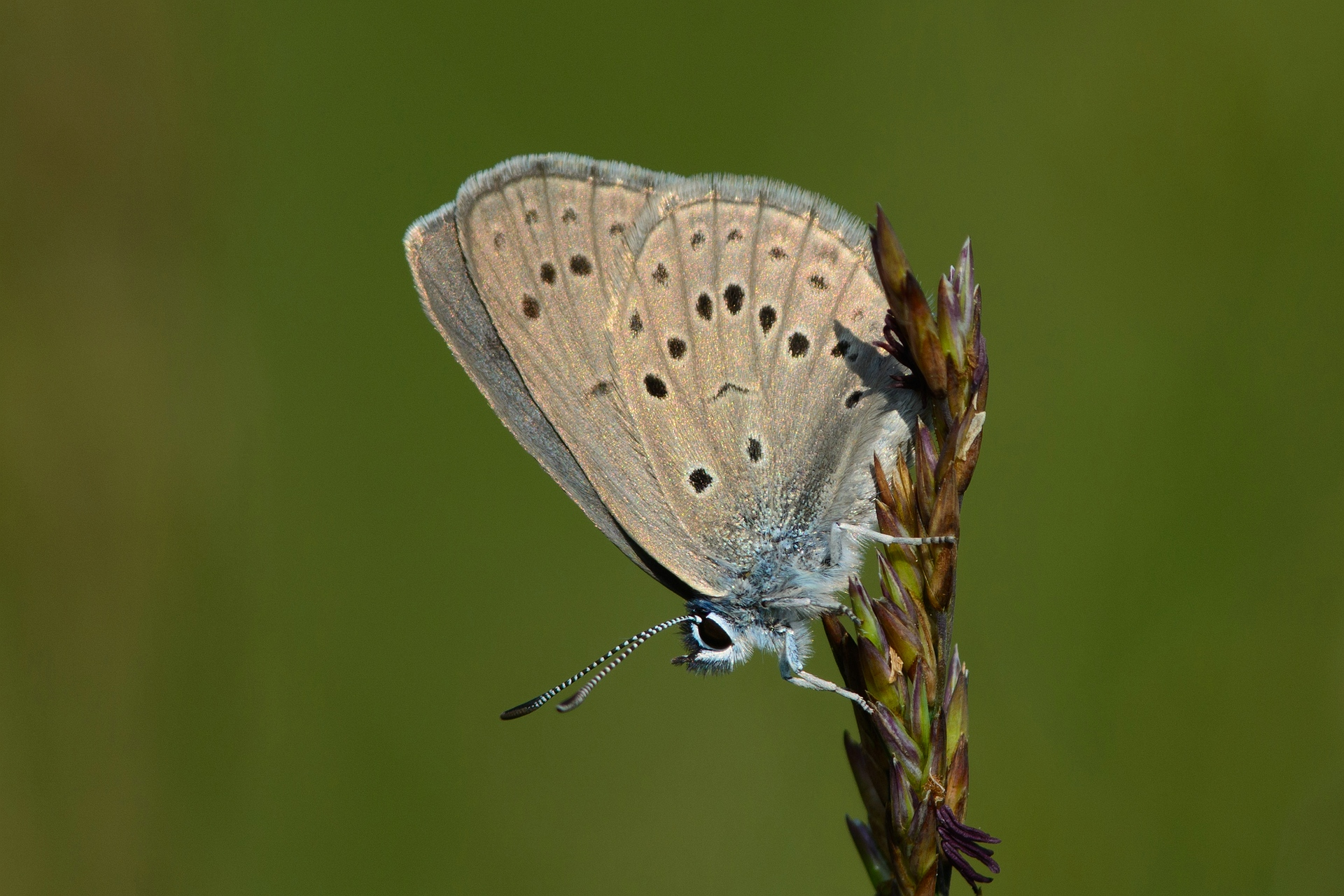
Phengaris alcon
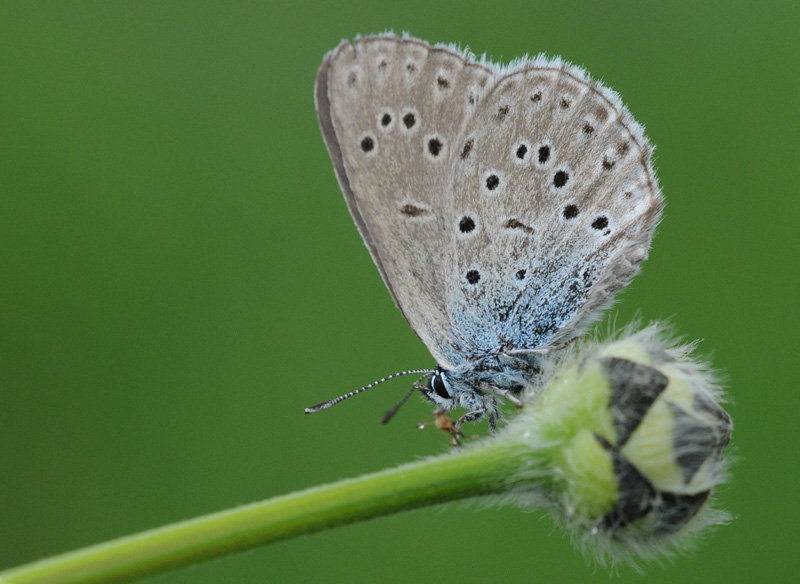
Phengaris rebeli
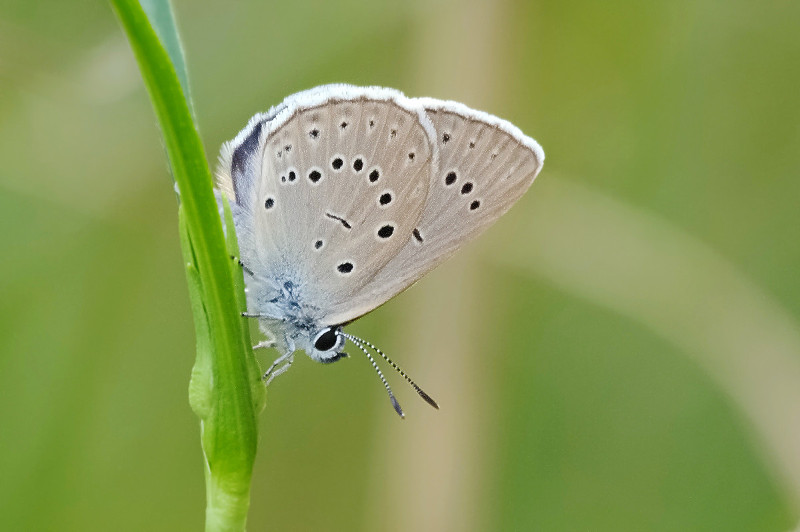
Phengaris teleius
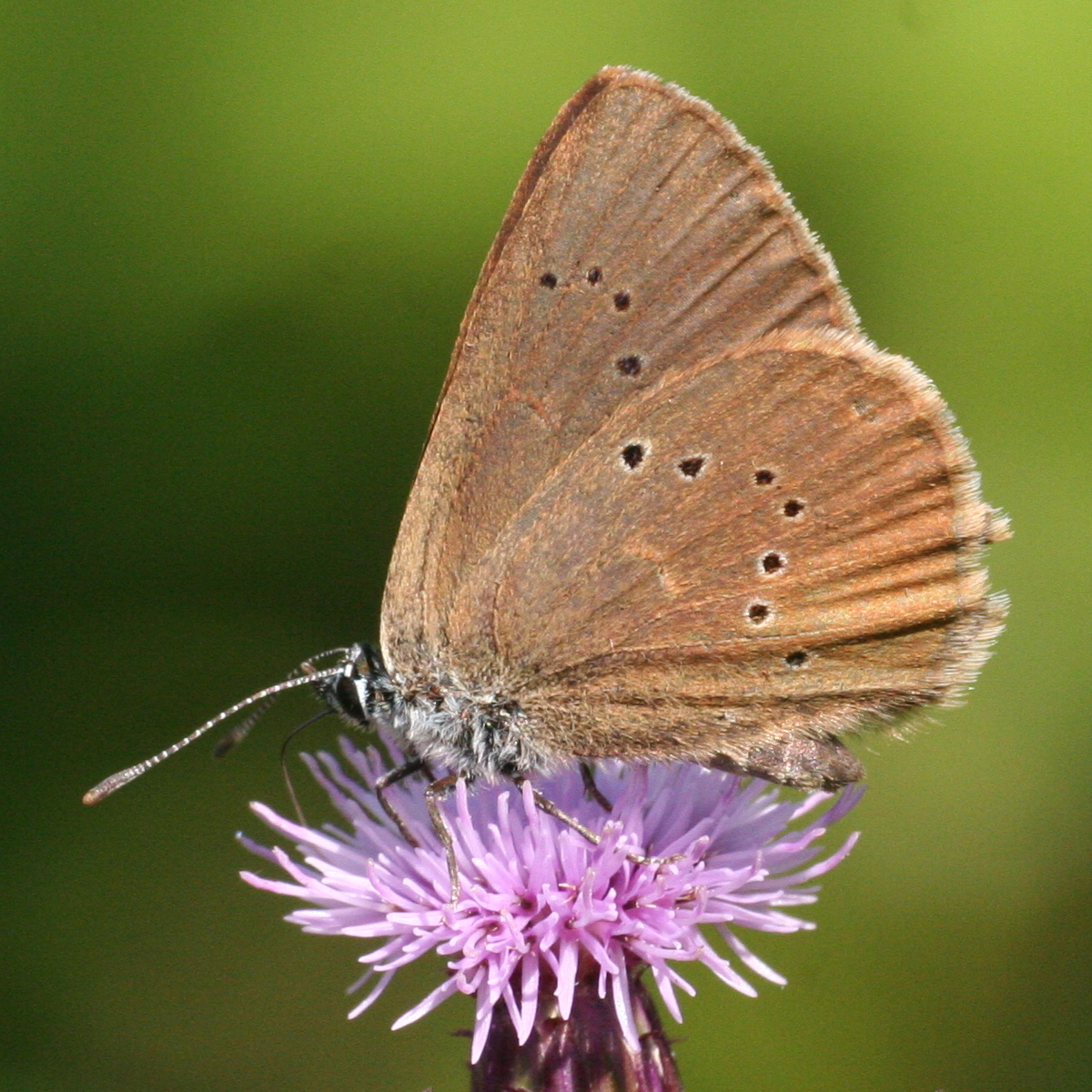
Phengaris nausithous

## Biologie
Par contraste avec la majorité des Lycaenidae myrmécophiles, dont les chenilles consomment une plante tout en recevant la protection de fourmis, les Maculinea ont développé une forme plus complexe de parasitisme. Pendant leurs premiers stades, leurs chenilles sont monophages (c'est-à-dire consomment une seule espèce de plantes) ou oligophages (elles consomment plusieurs plantes de la même famille), mais dans les stades suivants, elles se mettent à parasiter les fourmilières des genres Myrmica et Aphaenogaster. L'espèce de la plante hôte et de la fourmi hôte dépendent de l'espèce du lépidoptère. Les chenilles imitent les signaux chimiques de leurs fourmis hôtes de façon que celles-ci les transportent à l'intérieur de leur fourmilière. Ensuite, deux stratégies de parasitisme sont possibles : les chenilles des espèces de la stratégie « prédation » (comme Phengaris arion et P. teleius) mangent le couvain des fourmis, tandis que pour les espèces de la stratégie « coucou » (comme P. alcon), les fourmis nourrissent les chenilles par trophallaxie. La nymphose a aussi lieu à l'intérieur de la fourmilière, que le papillon quitte aussitôt après son émergence.
En raison de ce mode de vie particulier, les Maculinea comptent parmi les papillons les plus intensément étudiés en Eurasie, non seulement pour comprendre l'origine et le fonctionnement de cette forme extrême de myrmécophilie, mais aussi parce qu'elle rend ces espèces encore plus vulnérables à la modification de leurs habitats.

## Conservation
Comme de nombreux autres insectes, les Phengaris sont menacés par la destruction de leurs habitats, et le phénomène est encore accentué par leurs exigences écologiques particulières. Quatre des espèces de Phengaris sont répertoriées sur la liste rouge de l'UICN à l'échelle mondiale, où elles ont le statut d'espèces quasi-menacées. Elles ont souvent des statuts plus stricts dans les listes rouges nationales et régionales.
En France, les quatre espèces de Phengaris présentes sur le territoire (cinq si l'on compte rebeli séparément) font l’objet, sous leur ancien nom de Maculinea, d’une protection à l’échelle nationale au titre de l’article 2 (pour P. arion, P. nausithous et P. teleius) ou de l’article 3 (pour P. alcon) de l’arrêté ministériel du 23 avril 2007. La Loi interdit donc la capture et le commerce de ces espèces, ainsi que, pour les trois premières, la destruction de leurs biotopes.
Par ailleurs, ces espèces bénéficient aussi de mesures de conservation actives, avec par exemple un plan national d’actions démarré en 2011.